# Я не приїжджий, я тут живу
«Я не приїжджий, я тут живу» (ест. «Ma pole turist, ma elan siin») — радянський художній фільм 1988 року, знятий на кіностудії «Талліннфільм».

## Сюжет
Невдалий актор Фелікс в пошуках житла знайомиться з програмістом Мартом, який займається обміном житлової площі. Чималі доходи від маклерської справи псують сімейне життя Марта. Дружба з Феліксом підтверджує його висновки щодо невірно обраного шляху.

## У ролях
- Лембіт Ульфсак — Крамвольт
- Мадіс Кальмет — епізод
- Гіта Ранк — Меріке
- Лайне Мягі — Мімі
- Хейно Мандрі — батько Мірти
- Юхан Раудам — епізод
- Аліс Тальвік — епізод
- Хейго Мірка — епізод
- Юрі Влассов — епізод
- Тетяна Маневська — епізод
- Хайнц Фрейберг — епізод
- Ольга Пеннер — епізод
- Пілле Піхламягі — тенисистка
- Еллен Алакюла — мати Меріке
- Ендель Сіммерманн — чоловік з біноклем
- Ір'я Аав — Пілле, диспетчер
- Ельдор Вальтер — міліціонер
- Едуард Агу — помираючий
- Віра Федорова — Галина Сергіївна
- Світлана Дорошенко — епізод
- Вальтер Лутс — епізод

## Знімальна група
- Режисер — Пеетер Урбла
- Сценарист — Пеетер Урбла
- Композитор — Кульдар Сінк